# Diospyros philippinensis
Diospyros philippinensis är en tvåhjärtbladig växtart som beskrevs av A. Dc. Diospyros philippinensis ingår i släktet Diospyros och familjen Ebenaceae. Inga underarter finns listade i Catalogue of Life.